# Monoplegia
La monoplegia è la paralisi di un singolo arto, di solito un braccio. I sintomi comuni associati ai pazienti monoplegici sono debolezza, intorpidimento e dolore nell'arto interessato. La monoplegia è un tipo di paralisi che rientra nell'emiparesi . Mentre l'emiparesi è una paralisi di metà del corpo, la monoplegia è localizzata in un singolo arto o in una specifica regione del corpo. La monoplegia dell'arto superiore viene talvolta definita monoplegia brachiale e quella dell'arto inferiore viene chiamata monoplegia crurale. La monoplegia nelle estremità inferiori non è così comune come nelle estremità superiori. La monoparesi è una condizione simile, ma meno grave, perché con questo termine si intende un arto molto debole, non paralizzato. Per ulteriori informazioni, consultare la paresi.
Molte condizioni che causano paraplegia o quadriplegia iniziano come monoplegia. Pertanto, è necessario considerare anche la diagnosi di paraplegia spinale. Inoltre, i disturbi cerebrali multipli che causano l'emiplegia possono iniziare come monoplegia. La monoplegia è anche frequentemente associata e considerata la forma più lieve di paralisi cerebrale.

## Segni e sintomi
Esistono numerosi sintomi associati alla monoplegia. Il curling delle mani o la rigidità dei piedi, la debolezza, la spasticità, l'intorpidimento, la paralisi, il dolore all'arto interessato, il mal di testa e il dolore alla spalla sono tutti considerati sintomi della monoplegia. I pazienti con monoplegia in genere avvertono sintomi di debolezza e perdita di sensibilità nell'estremità colpita, di solito un braccio. Nonostante questi sintomi, l'estremità con paralisi continua a mantenere un forte impulso.
Mentre la monoplegia brachiale progressiva cronica è rara, la siringomielia e i tumori del cordone cervicale o del plesso brachiale possono essere la causa. L'inizio della paralisi del plesso brachiale è generalmente esplosivo in cui il dolore è la caratteristica iniziale. Il dolore si localizza sulla spalla ma può essere più diffuso o potrebbe essere limitato alla parte inferiore del braccio. Il dolore è grave e spesso descritto come acuto, lancinante, pulsante o doloroso. La durata del dolore, che è costante, varia da un arco di diverse ore a 3 settimane. Man mano che il dolore si attenua, di solito appare debolezza. Inoltre, la debolezza progressiva cronica di una gamba suggerisce un tumore del midollo spinale del plesso lombare . La febbre è spesso il primo sintomo della paralisi del plesso lombare, seguita dal dolore in una o entrambe le gambe. Il dolore ha un esordio improvviso e può verificarsi con una distribuzione femorale o sciatica . La debolezza può svilupparsi contemporaneamente al dolore o può essere ritardata fino a 3 settimane.  In caso di debolezza progressiva non accompagnata da perdita sensoriale dovrebbe essere presa in considerazione una forma monomerica di atrofia muscolare spinale, che colpisce solo una gamba o un braccio.

## Cause
Alcune potenziali cause di monoplegia sono elencate di seguito.
1. Paralisi cerebrale
2. Trauma fisico dell'arto interessato
3. Lesione della massa nervosa centrale, inclusi tumore, ematoma o ascesso[3]
4. Emicrania[3]
5. Epilessia[3]
6. Trauma cranico o spinale[3]
7. Neurite brachiale ereditaria[3]
8. Neuropatia ereditaria con paralisi[3]
9. Paralisi del plesso brachiale neonatale[3]
10. Neuropatia[3]
11. Plessopatia[3]
12. Neuropatia peroneale traumatica[3]
13. Poliomielite paralitica associata al vaccino[3]
14. Convulsioni emiparetiche[3]
15. Atrofia muscolare spinale monomerica[3]
16. Ictus[3]

In particolare, la monoplegia nelle estremità inferiori è tipicamente causata dalla sindrome di Brown-Sequard e dagli ematomi nella corteccia fronto-parietale vicino al centro che potrebbero produrre un deficit come questo, ma questo è un evento molto raro.

## Meccanismo

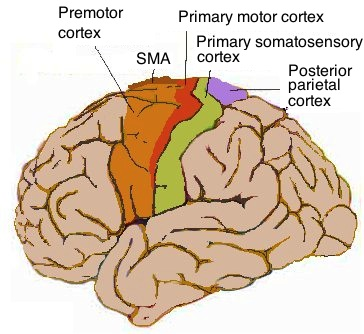
Corteccia motoria umana

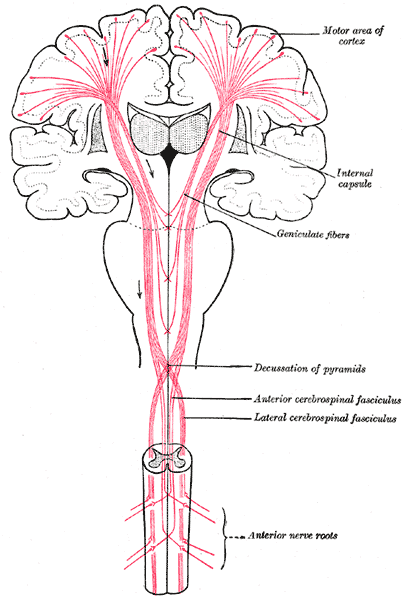
Il tratto motorio.

Nella monoplegia, la colonna vertebrale e la porzione prossimale dei nervi sono di solito i siti anomali della debolezza degli arti. La monoplegia derivante da menomazioni degli arti superiori a seguito di un ictus si verifica a causa di un danno diretto alla corteccia motoria primaria, alla corteccia somatosensoriale primaria, alla corteccia sensomotoria secondaria, alle aree corticali sensomotoria, alle strutture subcorticali e / o al tratto corticospinale . Si riscontra spesso che le menomazioni successive all'ictus sono causate da danni alla stessa struttura neurologica adiacente. Una combinazione di queste menomazioni è più probabile di una sola isolata. Il danno al sistema corticospinale provoca l'incapacità di attivare i muscoli con forza sufficiente o in modo coordinato, il che può portare a paresi, perdita di movimento e tono muscolare anormale. I danni alle aree corticali somatosensoriali causano la perdita di somatosensibilità che si traduce in una ridotta capacità di monitorare i movimenti.
Considerando la monoplegia in relazione alla paralisi cerebrale, nei neonati prematuri, la causa più comune di paralisi cerebrale è l'infarto emorragico periventricolare. Nei neonati prematuri, le cause sottostanti sono spesso malformazioni cerebrali, infarto cerebrale ed emorragia intracerebrale. Il ritardo dell'inizio del movimento sui quattro arti (gattonare) o il ritardo nella capacità di camminare sono di solito i sintomi che sorgono nei bambini con paralisi dell'arto. In questi casi, le anomalie delle gambe sono al centro dell'attenzione.

## Diagnosi
La monoplegia viene diagnosticata da un medico dopo un esame fisico e talvolta anche dopo un ulteriore esame neurologico. Poiché la monoplegia è abbastanza rara, dopo l'esame fisico di un paziente che si lamenta della monoplegia, a volte viene identificata anche la debolezza di un arto aggiuntivo e al paziente viene invece diagnosticata emiplegia o paraplegia. Dopo l'esame neurologico dell'arto, una diagnosi di arto monoplegico può essere data se il paziente ha un livello di forza muscolare pari a 0 secondo la scala MRC, che è una misurazione della forza dell'arto del paziente. L'elettromiografia ad ago viene spesso utilizzata per studiare tutti gli arti, mostrando essenzialmente l'estensione di ciascun coinvolgimento degli arti. Inoltre, la risonanza magnetica (MRI) è la modalità diagnostica scelta per studiare tutte le forme di emiplegia. È particolarmente importare osservare difetti migratori nella paralisi cerebrale emiplegica associata a convulsioni.
Un approccio chiamato stimolazione magnetica transcranica a impulso singolo (spTMS) è stato anche utilizzato per aiutare a diagnosticare deficit motori come la monoplegia. Questo avviene valutando il livello funzionale del tratto corticospinale attraverso la stimolazione delle lesioni corticospinali al fine di ottenere prove neurofisiologiche sull'integrità del tratto corticospinale. La stimolazione magnetica transcranica a impulso singolo fornisce un feedback neuropsicologico come i potenziali evocati dal motore (MEP) e il tempo di conduzione del motore centrale (CMCT). Questo feedback può quindi essere confrontato con i limiti normali dei pazienti che non mostrano evidenza di deficit nei tratti corticospinali.

## Trattamento
Non esiste una cura per la monoplegia, ma i trattamenti in genere includono terapia fisica e consulenza per aiutare a ripristinare il tono e la funzione muscolare. Il recupero varierà a seconda della diagnosi di paralisi temporanea, parziale o completa. Gran parte delle terapie si concentrano sull'arto superiore a causa del fatto che la monoplegia negli arti superiori è molto più comune che negli arti inferiori. È stato scoperto che un'intensa terapia basata sull'attività e con obiettivi specifici, come la terapia del movimento indotta e la terapia bimanuale, sono più efficaci delle cure standard. Gli studi suggeriscono che la mano meno colpita potrebbe fornire un modello per migliorare le prestazioni motorie della mano più colpita e fornire una forte logica per lo sviluppo di approcci di allenamento bimanuale. In aggiunta a ciò, ci sono forti prove a sostegno del fatto che i programmi di terapia domiciliare occupazionale potrebbero essere usati per integrare la terapia diretta diretta.